# Leyla Quliyeva
Leyla Mütällim qızı Quliyeva (azerbajdzjanska: Leyla Mütəllim qızı Quliyeva, ogift Əliyeva: Äliyeva), född 1986 i Baku, är en azerisk programledare och kommentator. Hon arbetar sedan 2004 på TV-kanalen İctimai Televiziya.
Hon var tillsammans med Eldar Qasımov och Nargiz Birk-Petersen programledare för Eurovision Song Contest 2012 som gick av stapeln i Baku den 22, 24 och 26 maj 2012.